# Enneacanthus chaetodon
Enneacanthus chaetodon of schijfbaars is een straalvinnige vissensoort uit de familie van de zonnebaarzen (Centrarchidae). De wetenschappelijke naam van de soort is voor het eerst geldig gepubliceerd in 1855 door Baird.